# Bernhard Bergmann (Fußballspieler)
Bernhard Bergmann (* 23. Dezember 1948 in Roth-Eckersmühlen; † 12. März 2020) war ein deutscher Fußballspieler und -trainer. Er war vielseitig einsetzbar, spielte aber vor allem als Libero.

## Karriere

### Vorkarriere
Seine Karriere begann er mit zehn Jahren beim TV Eckersmühlen, wo er neun Jahre bis 1968 blieb. Danach spielte Bergmann zwei Jahre für den TSV 04 Schwabach, bevor er 1970 zur SpVgg Fürth wechselte. 

### SpVgg Fürth
Nachdem der damalige Fürther Trainer Fred Hoffmann den Verteidiger zum Probetraining eingeladen hatte, unterschrieb er einen Profivertrag beim Zweitligisten. Nach einem halben Jahr avancierte Bergmann zum Stammspieler bei den Kleeblättlern, allerdings zunächst als Mittelfeldspieler. Erst ab der Saison 1976/77 spielte er als Libero, wo er zum unumstrittenen Kapitän aufstieg. Insgesamt spielte Bernhard Bergmann 13 Jahre in Fürth und erzielte in 322 Zweitligaspielen zwölf Tore und in 126 Regionalliga-Spielen 16 Tore. Außerdem erzielte er in 22 DFB-Pokal-Spielen drei Tore.
Weil er als einer der besten Liberos der zweiten Liga bekannt war, nannte man ihn auch häufig „den Beckenbauer des Ronhofs“ oder „den Beckenbauer der Zweiten Liga“, was ihm später auch eine Nominierung für die Fürther „Jahrhundertelf“ einbrachte.

### Spätere Karriere
1983 wechselte Bergmann als Spielertrainer zurück zum TSV 04 Schwabach, wo er bis 1985 blieb. Danach ging Bernhard Bergmann zu seinem Jugendclub TV Eckersmühlen, bei denen er ebenfalls als Spielertrainer bis 1989 arbeitete. Ab 1997 trainierte er diverse Jugendabteilungen des Vereins, bevor er im September 2006 als Cheftrainer einsprang und bis Januar 2007 auch blieb. 

## Politik
Von 1984 bis 1996 war er Stadtrat der Stadt Roth und von 1984 bis 2002 Kreisrat des Landkreises Roth.

## Privates
Bergmann war verheiratet und Vater von zwei Kindern. Mitte März 2020 starb er nach langer Krankheit. Er war bayerischer Finanzbeamter im gehobenen Dienst. Von 1984 bis 2002 war er Kreisrat im Landkreis Roth.